# Ugo Fontana
Ugo Fontana (Firenze, 14 aprile 1921 – Gerusalemme, 19 luglio 1985) è stato un illustratore italiano di libri per bambini e ragazzi per le più importanti case editrici italiane, a partire dal secondo dopoguerra fino alla sua scomparsa.

## Biografia professionale
Nato nel 1921, il fiorentino Fontana esordì come illustratore cartografo presso l'Istituto geografico militare di Firenze,, ma iniziò a illustrare libri per ragazzi negli anni Quaranta. Negli anni ha illustrato più di 250 libri in Italia e all'estero, vincendo numerosi premi internazionali. 
Ha creato le immagini per fiabe, romanzi e libri di divulgazione, ma il suo stile è entrato nell'immaginario degli italiani principalmente grazie alle grandi tavole con cui illustrò (con lo pseudonimo Una) alcune Fiabe Sonore edite dalla Fabbri Editori. Tra gli albi illustrati da Fontana e ripubblicati nel 2014 dalla Fabbri vi è la Bella Addormentata (1966), nella quale si può apprezzare una resa minuziosa dei dettagli.
Grandi regine (1968 - ripubblicato da Mondadori nel 2014), è considerato uno dei libri più importanti di Fontana per il quale nel 1969 venne premiato alla seconda edizione della Biennale di Bratislava, uno dei principali premi internazionali per l'illustrazione dei libri per l'infanzia. Grandi regine è un volume di biografie di sovrane dall'antichità fino all'età moderna (da Galla Placidia e Caterina II di Russia): per illustrare il testo di Giuliana Pistoso, Fontana si è ispirato alla storia dell'arte, soprattutto del Rinascimento, rielaborandone in modo originale l'iconografia. Altri lavori sono la serie di cartelle sull'infanzia con brevi testi di Donatella Ziliotto pubblicate da Malipiero alla fine degli anni cinquanta (ristampate in parte da Salani nel 2014 col titolo Mondo Bambino): in esso Fontana era chiamato a illustrare il mondo interiore dei bambini, rendendone graficamente una vasta gamma di emozioni. Dopo un periodo d'oblio, successivo alla morte, nel 1985, è ritornato alla ribalta nel 2014 grazie ad una mostra delle sue opere presso la Pinacoteca Nazionale di Bologna e La Fiera del libro per ragazzi di Bologna intitolata “Ugo Fontana. Il tesoro ritrovato”, a cura da Giorgia Grilli e Fabian Negrin, frutto della collaborazione tra il Dipartimento di Scienze dell'Educazione dell'Università di Bologna (e in particolare tra il Centro di Ricerca in Letteratura per l'infanzia), la Fiera del libro per ragazzi di Bologna e la famiglia Fontana. In concomitanza è uscito per le Edizioni ETS la monografia in inglese ed italiano "Ugo Fontana Illustrare per l'infanzia /illustrating for children" di Giorgia Grilli e Fabian Negrin.

## Libri illustrati da Ugo Fontana
- P. Reynaudo, Vita di Pierre, Marzocco, Firenze, 1946
- A. De Negri, La lettura per la seconda classe elementare, Marzocco, Firenze, 1946
- A. Cuman Pertile, Primi voli: letture per la quarta classe, Marzocco, Firenze, 1946 (cop. di F. Faorzi)
- A. Cuman Pertile, Primi voli: letture per la quinta classe, Marzocco, Firenze, 1946 (cop. di F. Faorzi)
- F. Ardizzone, Cuore di bimbo, Marzocco, Firenze, 1947
- I. Donadio, Fata Gaietta e Fiorello, Marzocco, Firenze, 1947
- I. Donadio, 5 lupetti in difesa di un cane, Marzocco, Firenze, 1947
- C. Marconcini, Il principe Rubino, Marzocco, Firenze, 1947
- D. Gironimi, Le fiabe di compar Giocondo, Marzocco, Firenze, 1947
- L. Anzillotti, Nella radura del bosco, Marzocco, Firenze, 1947
- A. Cuman pertile, Il trionfo dei piccoli, Marzocco, Firenze, 1947
- I. Martini, Nove novelle nuove, Marzocco, Firenze, 1947
- Biancolina, Serenella, Marzocco, Firenze, 1947
- A. Cuman Pertile, Ninetta e Tirintin, Marzocco, Firenze, 1947/8
- A. Cuman Pertile, Per i bimbi d'Italia, Marzocco, Firenze, 1948
- I. Martini, Ielka ragazzo lappone, Marzocco, Firenze, 1948
- P. Reynaudo, Prunello, ragazzo fiorentino, Marzocco, Firenze, 1948
- G. Terenzi, Chioma d'oro, Marzocco, Marzocco, Firenze, 1948
- M. Twain, Il principe e il mendico, Marzocco, Firenze, 1948 (con dis. col. aggiunti in edizioni successive)
- F. Burnet, Il piccolo lord, Marzocco, Firenze, 1948
- M. Bettolo, Lucciole e stelle, Marzocco, Firenze, 1948
- T. Capalozza, Viva le bestie, Marzocco-Bemporad, Firenze, 1948
- G. Benzoni Maccaferri, La pura fonte: letture per la 1ª classe, Marzocco-Bemporad, 1948/50
- G. Jolizo, Il sole ride al fanciullo, Marzocco-Bemporad, Firenze, 1949
- C. Nodier, Tesor di fiave e Fior di pisello, Marzocco, Firenze, 1949
- F. Molnar, I ragazzi della Via Pal, Marzocco, Firenze, 1949
- G. Fanciulli, Il gomitolo incantato, Marzocco, Firenze, 1949 (con Nardi)
- M. R. Bailo, Il tesoro nascosto, Marzocco, Firenze, 1949
- M. Maltoni – A. Guerra, Vita (4°, 5a?), Marzocco-Bemporad, Firenze, 1950
- H. C. Andersen, L'usignolo e altre novelle, Marzocco, Firenze, 1950
- H. C. Andersen, La sirenetta e altre novelle, Marzocco, Firenze, 1950
- J. e W. Grimm, I regali degli gnomi, Marzocco, Firenze, 1950
- C. Perrault, I racconti delle fate, Marzocco, Firenze, 1950
- R. L. Stevenson, L'isola del tesoro, Marzocco, Firenze, 1950
- N. Wiseman, Fabiola, Marzocco, Firenze, 1950
- G. Chateaubriand, L'ultimo degli Abenceragi, Marzocco, Firenze, 1950
- V. Hugo, Le leggende del Reno, Marzocco, Firenze, 1950
- O. Wilde, Il fantasma di Canterville, Marzocco, Firenze, 1950
- J. e W. Grimm, Lunghe trecce, Marzocco, Firenze, 1950
- G. Ruskin, Il re del fiume d'oro, Marzocco, Firenze, 1951
- C. Casucci, Le bizzarrie di Gigi, Marzocco, Firenze, 1951
- L. Lattes, Lo specchio magico, Marzocco, Firenze, 1952
- M. Bonuzzi Gottarelli, Gli animali ci parlano, Marzocco, Firenze, 1952
- S. Matalon, Peer Gynt, lo spacciatore di frottole, Marzocco, Firenze, 1952
- V. Hugo, Cosetta, Marzocco, Firenze, 1952
- P. Guareschi, Le avventure di Potuci, Agnelli, Firenze, 1952
- G. Terenzi, La rosa azzurra, Marzocco, Firenze, 1953
- B. Nencova, I sette corvi, Marzocco, Firenze, 1953
- B. Gerin, L'azalea d'oro, Marzocco, Firenze, 1953
- G. E. Nuccio, Bambini e bestiole, Marzocco, Firenze, 1954
- G. Terenzi, Il buon pastorello, Marzocco, Firenze, 1954
- F. Verna, Bambini di 1a, Marzocco, Firenze, 1954
- C. Perrault, Novelle. Vol. I, Malipiero, Bologna, 1954
- L. M. Alcott, Piccoli uomini, Malipiero, Bologna, 1954
- V. Brunelli, La storia dei suoni, La Scuola editrice, Brescia, 1954
- M. P. Sorrentino, I sette fratelli di Aurora lucente, La Scuola editrice, Brescia, 1954
- M. P. Sorrentino, Petrosinella, La Scuola editrice, Brescia, 1954
- M. P. Sorrentino, Il gigante dagli occhi verdi, La Scuola editrice, Brescia, 1955
- R. Gelardini, Leggende giapponesi. Vol. 1. Il leprotto bianco, La Scuola editrice, Brescia, 1954
- R. Gelardini, Leggende giapponesi. Vol. 2. Il principe cascata, La Scuola editrice, Brescia, 1955
- R. Gelardini, Leggende giapponesi. Vol. 3. Il piccolo imperatore, La Scuola editrice, Brescia, 1955
- R. Gelardini, Leggende giapponesi. Vol. 4. La fanciulla di luce, La Scuola editrice, Brescia, 1956
- D. Volpi, Leggende indù. Vol. 1. La tartaruga che parlava troppo, La Scuola editrice, Brescia, 1955
- D. Volpi, Leggende indù. Vol. 2. I topi amici degli elefanti, La Scuola editrice, Brescia, 1955
- D. Volpi, Leggende indù. Vol. 3. La leggenda di Damaianti, La Scuola editrice, Brescia, 1956
- M. Comassi – L. Monchieri, Acque chiare, La Scuola editrice, Brescia, 1955
- L. M. Alcott, I ragazzi di Jo, Malipiero, Bologna, 1955
- L. Lipparini, La figlia del mugnaio avaro, Malipiero, Bologna, 1955
- L. Lipparini, Ricciolo d'oro e Stella d'argento, Malipiero, Bologna, 1955
- L. Lipparini, Re Boleslao, Malipiero, Bologna, 1955
- L. Lipparini, Il principe Ahmed e la fata Paribanu, Malipiero, Bologna, 1955
- L. Lipparini, Le tre storielle furbe, Malipiero, Bologna, 1955
- L. Lipparini, L'anello del principe Rothisen, Malipiero, Bologna, 1955
- L. Lipparini, La ragazza delle tre brocche, Malipiero, Bologna, 1955
- AA.VV. I Granellini (20 titoli) Malipiero, Bologna, 1956
- L. Tolstoi, I più bei racconti, La Scuola editrice, Brescia, 1956
- A. Daudet, Lettere dal mio mulino, La Scuola editrice, Brescia, 1956
- M. Federici, Santa Dorotea, La Scuola editrice, Brescia, 1956
- I. Drago, Animali, Marzocco, Firenze, 1956
- D. Ziliotto, La giornata di Martino, Malipiero, s.d.
- D. Ziliotto, I giocattoli, Malipiero, s.d.
- D. Ziliotto, Le persone, Malipiero, s.d.
- D. Ziliotto, Ecco cos'è accaduto a Mattia, Malipiero, s.d.
- D. Ziliotto, Fatterelli, Malipiero, s.d.
- R. Kipling, Storie proprio così, La Scuola editrice, 1957
- L. Draghi, Storia dell'angelo custode, Vallecchi, Firenze, 1958
- E. Cormone – E. Grangé, La gerla di papà Martin, Malipiero, Bologna, 1958
- Grecia. Fiabe e leggende antiche, Malipiero, Bologna, 1958
- Russia. Fiabe popolari, Malipiero, Bologna, 1958
- Africa e Arabia. Fiabe meravigliose, Malipiero, Bologna, 1958
- Francia. Le più belle fiabe, Malipiero, Bologna, 1958
- Inghilterra e America. Vecchio e Nuovo Mondo, Malipiero, Bologna, 1958
- Danimarca. L'incantato mondo di Andersen, Malipiero, Bologna, 1958
- Danimarca. Andersen racconta, Malipiero, Bologna, 1959
- Persia, Armenia e Turchia. Le fiabe dell'Altipiano, Malipiero, Bologna, 1959
- Danimarca. Le indimenticabili fiabe di Andersen, Malipiero, Bologna, 1959
- Arabia. L'avventuroso Sindibàd, Malipiero, Bologna, 1959
- Arabia. Maghi e giganti, Malipiero, Bologna, 1959 (con R. Sgrilli)
- Arabia. Fiabe di uomini e animali, Malipiero, Bologna, 1959 (con R. Sgrilli)
- A.A.V.V., Gioia d'imparare, La Scuola Editrice, Brescia, 1959 (con altri)
- R. Pincelli, Gli etruschi, (Il linguaggio delle antiche rovine), Malipiero, Bologna, 1960
- R. Scarani, L'uomo delle caverne, (Il linguaggio delle antiche rovine), Malipiero, Bologna, 1960
- G. Bovini, La chiesa nascente, (Il linguaggio delle antiche rovine), Malipiero, Bologna, 1960
- L. Laurenzi, Il bosco sacro degli atleti di Olimpia, (Il linguaggio delle antiche rovine), Malipiero, Bologna, 1960
- P. Ballario, La girandola delle fiabe, Edizioni Labor, Milano 1960
- A. M. De Benedetti, 5 nani nello spazio, Editrice La Sorgente, Milano, 1960
- H. C. Andersen, Briciolina e altre fiabe, Editrice La Sorgente, Milano, 1961
- I. Widman, Bimbolo, Editrice La Sorgente, Milano, 1961
- L. Bechstein, Il suonatore di flauto e altre fiabe, F.lli F.lli Fabbri Editore Editore, Milano, 1961
- G. Fodday, Un pastorello tra i saraceni, F.lli Fabbri Editore, Milano, 1961
- I. Drago, L'uccellino, Specchio del libro, Padova, 1961
- R. Pezzani, Sole solicello, Specchio del libro, Padova, 1963
- M. Grillandi, Poesie tra i banchi, Specchio del libro, Padova, 1963
- R. Guillot, Griska e l'orso, Giunti-Marzocco, Firenze, 1963 (con G. Sansoni e apparso a nome di quest'ultimo)
- G. Pitt, Storie di domani, F.lli Fabbri Editore, Milano, 1963
- R. Cogo, Un alpino della Julia, F.lli Fabbri Editore, Milano, 1963
- G. Liburdi Giovanelli, Leggende polacche, F.lli Fabbri Editore, Milano, 1963
- M. Comassi, Il gomitolo, F.lli Fabbri Editore, Milano, 1964
- I. Jurgielewicz, Lo straniero, Bemporad-Marzocco, Firenze, 1965 (con G. Sansoni e apparso a nome di quest'ultimo)
- L. Orvieto, Storie della storia del mondo, Giunti Bemporad Marzocco, Firenze, 1965
- E. Malot, In famiglia, Malipiero, Bologna, 1965
- C. Perrault, Il gatto con gli stivali – Cenerentola, F.lli Fabbri Editore, Milano, 1966
- C. Perrault, Pelle d'asino – La bella addormentata nel bosco, F.lli Fabbri Editore, Milano, 1966
- J. e W. Grimm, Biancarosa e Rosella – Biancaneve, F.lli Fabbri Editore, Milano, 1966
- H. C. Andersen, La pastorella e lo spazzacamino – L'acciarino magico, F.lli Fabbri Editore, Milano, 1966
- H. C. Andersen, L'usignolo dell'imperatore – Pollicina, F.lli Fabbri Editore, Milano, 1966
- J. Renard, Pel di carota, F.lli Fabbri Editore, Milano, 1966
- H. Von Gebhardt, Toffi e la piccola automobile, F.lli Fabbri Editore Milano, 1966
- J. e W. Grimm, Fiabe sonore: La piccola guardiana d'oche,F.lli Fabbri Editore, Milano, 1966
- J. e W. Grimm, Fiabe sonore: Il principe rospo, F.lli Fabbri Editore, Milano, 1966
- J. e W. Grimm, Fiabe sonore: Il serpe bianco, F.lli Fabbri Editore, Milano, 1966
- H. C. Andersen, Fiabe sonore:Il brutto anatroccolo, F.lli Fabbri Editore, Milano, 1966
- J. e W. Grimm, Fiabe sonore:L'uccello d'oro, F.lli Fabbri Editore, Milano, 1966
- L. Bechstein, Fiabe sonore: Il pesciolino d'oro, F.lli Fabbri Editore, Milano, 1966
- Fiaba orientale, Fiabe sonore: Lo sceicco cieco, F.lli Fabbri Editore, Milano, 1966
- R. Botticelli, La reginetta delle bambole, La Scuola editrice, Brescia, 1966
- M. Dardi Norcia, Confettino e la chioccia, La Scuola editrice, 1966
- D. Ortolani, Il riccio ha un sospetto, Vallecchi, Firenze, 1967
- Da “Le Mille e una notte” Il tappeto volante - Alì Babà e i quaranta ladroni, F.lli Fabbri Editore, Milano, 1968
- F. H. Burnett, Il piccolo lord, La Scuola editrice, Brescia, 1968
- G. Pistoso, Grandi regine, Mondadori, Verona, 1968
- Guida alla prima comunione, F.lli Fabbri Editore, Milano, 1969
- E. A. Poe, Lo scarabeo d'oro e altri racconti, Mondadori, Verona, 1970
- A. Toschi, Gli uccelli, Mondadori, Verona, 1971 (con S. Rizzato)
- D. Volpi, Artù e i cavalieri della tavola rotonda, Giunti Bemporad Marzocco, Firenze, 1972
- S. Gerili, I racconti della I B, Edizioni didattiche italiane, 1972
- S. Gerili, I racconti della 2ª B, Edizioni didattiche italiane, 1972
- E. Lageder – C. Piantoni, Letture per il nostro tempo 4, Minerva Italica, Bergamo, 1973
- E. Libenzi – D. Volpi, Prima enciclopedia, 6 Voll., Mondadori, Verona, 1973 (con G. Rossini e R. Squillantini)
- I. Cremaschi – G. Musa, Le grotte di Marte, Bietti, Milano, 1974
- B. M. Bacci, Il cielo di pietra, Vallecchi, Firenze, 1977
- A.A.V.V., Fiabe della buonanotte Vol. 1 (Gli abiti nuovi del Granduca), Fabbri, Milano, 1981
- A.A.V.V., Fiabe della buonanotte Vol. 2 (Il califfo cicogna), Fabbri, Milano, 1981
- A.A.V.V., Fiabe della buonanotte Vol. 3 (Hansel e Gretel, L'oca d'oro e I sei servitori), Fabbri, Milano, 1982
- A.A.V.V., Fiabe della buonanotte Vol. 4 (Il soldatino di piombo, La bella addormentata e La lampada di Aladino), Fabbri, Milano, 1982
- A.A.V.V., Fiabe della buonanotte Vol. 5 (Biancarosa e Rosella), Fabbri, Milano, 1984
- N. Vicini, 365 storie, una per ogni giorno, Fabbri, Milano, 1984 (con C. Solarino)
- A.A.V.V., Fiabe della buonanotte Vol. 8 (La pupilla delle stelle), Fabbri, Milano, 1988